# Tranquillo Andreetta
Tranquillo Andreetta, né le 7 mars 1955 à Vittorio Veneto (Vénétie), est un coureur cycliste italien, professionnel de 1979 à 1982. Son fils Simone Andreetta a également été coureur cycliste professionnel.

## Palmarès
- 1974
  - Schio-Ossario del Pasubio
- 1976
  - 3e de La Popolarissima
- 1978
  - Coppa Caduti - Puglia di Arezzo
- 1982
  - Col San Martino

## Résultats sur les grands tours

### Tour d'Italie
3 participations
- 1980 : 59e
- 1981 : 95e
- 1982 : abandon (7e étape)

### Tour d'Espagne
1 participation
- 1980 : abandon (10e étape)